# TUMnanoSAT
TUMnanoSAT è stato il primo satellite della Moldavia. 
Il satellite, del tipo CubeSat, è stato realizzato dall'Università Tecnica della Moldavia e lanciato il 15 luglio 2022 dal Centro Spaziale John F. Kennedy con un razzo vettore Falcon 9, che con una navicella Dragon 2 lo ha trasportato sulla Stazione spaziale internazionale, da cui è stato collocato in orbita il 12 agosto.  
Il satellite aveva il compito di realizzare un efficiente sistema di comunicazione tra il satellite e la sua stazione terrestre, studiare l'affidabilità dei componenti elettronici esposti alle radiazioni spaziali, testare il sistema di alimentazione ad energia solare e osservare il comportamento dei sensori nello spazio. TUMnanoSAT aveva a bordo una piccola fotocamera per rilevare immagini della superficie terrestre come prova preliminare per la futura realizzazione da parte della Moldavia di un satellite per l'osservazione terrestre. Il satellite è rientrato nell'atmosfera il 31 gennaio 2023.